# Hieracium nigrescens
Hieracium nigrescens — вид рослин із родини айстрових (Asteraceae).

## Середовище проживання
Зростає у Європі від Ісландії до Уралу.